# Percy French
Percy French (* 1. Mai 1854 in Clooneyquin House bei Elphin, County Roscommon; † 24. Januar 1920 in Formby, Merseyside) war ein irischer Songwriter und Unterhaltungskünstler.

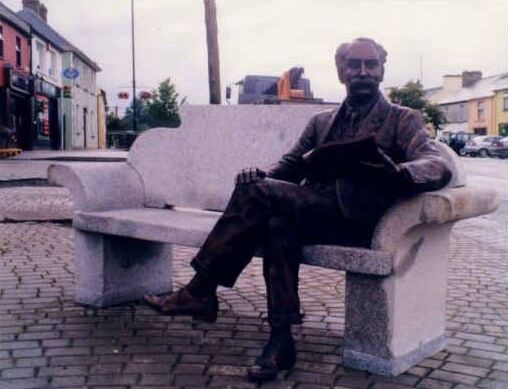
Bronzefigur von French in Ballyjamesduff

French studierte Bauingenieurwesen am Trinity College Dublin. Er wollte schon nach Kanada auswandern, erhielt aber 1881 eine Anstellung als Inspektor für Entwässerungsanlagen in County Cavan. Schon als Student begann er Songs zu schreiben, wie 1877 das populäre Abdul Abulbul Amir um den Zweikampf zweier prahlerischer Helden im gerade andauernden Russisch-Türkischen Krieg, den Russen Ivan Skavinsky Skavar und den türkischen Titelhelden. Nachdem er 1887 aufgrund von öffentlichen Einsparungen entlassen worden war, war er zunächst Journalist (zwei Jahre im komischen Wochenmagazin The Jarvey) und dann hauptberuflich Songwriter und Unterhalter, der für komische Songs wie Phil the Fluters Ball (über einen Ball auf dem Land), Slattery´s Mounted Foot, Come back Paddy Reilly to Ballyjamesduff, The Mountains of Mourne (über einen irischen Arbeiter aus den Mourne Mountains in London) und Are Ye Right There Michael (über den schlechten Zustand der Eisenbahn in County Clare) bekannt wurde. Die Musik stammte häufig von seinem Freund Dr. W. H. Collisson und die Themen fand er auf Reisen durch Irland oder aus seinem Bekanntenkreis. Er selbst tourte mit einer selbstgeschriebenen Revue mit Liedern, Sketchen und Erzählungen, ab 1900 auch in den Musichalls der Metropole London.
Ende der 1880er Jahre war er kurz mit Kathleen Armitage-Moore verheiratet, seine Frau starb aber bei der Geburt einer dabei ebenfalls verstorbenen Tochter 1891. Im Jahr darauf heiratete er ein zweites Mal, Helen Sheldon, mit der er drei Töchter hatte.
Er ist auch für Aquarelle bekannt.